# ماهارانی چاکراورتی
ماهارانی چاکراورتی (انگلیسی: Maharani Chakravorty؛ زاده ۱۹۳۷ - درگذشته ۲۰۱۵) یک زیست‌شناس و زیست‌شیمی‌دان و شیمی‌دان اهل هند بود.